# Pomniki przyrody w Opolu
Na terenie miasta Opola znajduje się 30 pomników przyrody ożywionej w postaci drzew. Zdecydowaną większość z nich stanowią platany klonolistne z największym okazem mierzącym w obwodzie 758 cm na Pl. Wolności. Na uwagę zasługuje także lipa o 7-metrowym obwodzie przy ul. Oświęcimskiej 136. 
Poniższa tabela przedstawia stan prawny rzeczywisty może być inny.
| Nr  | Lokalizacja                                                             | Forma             | Nazwa                        | Obwód przy powołaniu [cm] | Rok uznania | Zdjęcie |
| 1.  | ul. Strzelców Bytomskich 5,                                             | pojedyncze drzewo | miłorząb dwuklapowy          | 281                       | 2001        |         |
| 2.  | ul. Strzelców Bytowskich 1, Młodzieżowy Dom Kultury                     | pojedyncze drzewo | dąb szypułkowy               | 437                       | 2001        |         |
| 3.  | ul. Norberta Barlickiego (Staw Zamkowy)                                 | pojedyncze drzewo | dąb szypułkowy               | 430                       | 2001        |         |
| 4.  | ul. Niedziałkowskiego 6                                                 | pojedyncze drzewo | platan klonolistny           | 595                       | 2001        |         |
| 5.  | ul. Piastowska 17                                                       | pojedyncze drzewo | platan klonolistny           | 463                       | 2001        |         |
| 6.  | Plac Wolności                                                           | pojedyncze drzewo | platan klonolistny           | 758                       | 2001        |         |
| 7.  | Plac Wolności                                                           | pojedyncze drzewo | platan klonolistny           | 440                       | 2001        |         |
| 8.  | róg ul. Mozarta i Żwirki i Wigury                                       | pojedyncze drzewo | wiąz szypułkowy              | 386                       | 2001        |         |
| 9.  | ul. Norberta Barlickiego 2                                              | pojedyncze drzewo | platan klonolistny           | 422                       | 2005        |         |
| 10. | ul. Norberta Barlickiego                                                | pojedyncze drzewo | platan klonolistny           | 421                       | 2005        |         |
| 11. | ul. Wojciecha Kornfantego 1                                             | pojedyncze drzewo | platan klonolistny           | 494                       | 2005        |         |
| 12. | ul. Wrocławska                                                          | pojedyncze drzewo | platan klonolistny           | 394                       | 2005        |         |
| 13. | ul. Wrocławska                                                          | pojedyncze drzewo | platan klonolistny           | 394                       | 2005        |         |
| 14. | ul. Wrocławska                                                          | pojedyncze drzewo | platan klonolistny           | 430                       | 2005        |         |
| 15. | ul. Odrowążów 2, siedziba RZGW w Opolu                                  | pojedyncze drzewo | platan klonolistny           | 526                       | 2005        |         |
| 16. | ul. Strzelców Bytowskich 18                                             | pojedyncze drzewo | dąb szypułkowy               | 416                       | 2005        |         |
| 17. | ul. Oleska 9                                                            | pojedyncze drzewo | wiąz szypułkowy              | 356                       | 2005        |         |
| 18. | Park Pasieka                                                            | pojedyncze drzewo | dąb szypułkowy               | 432                       | 2005        |         |
| 19. | ul. Oświęcimska 136                                                     | pojedyncze drzewo | lipa drobnolistna            | 697                       | 2000        |         |
| 20. | Wyspa Bolko                                                             | pojedyncze drzewo | dąb szypułkowy               | 451                       | 2000        |         |
| 21. | ul. Piastowska 14                                                       | pojedyncze drzewo | klon polny                   | 283                       | 2000        |         |
| 22. | ul. Piastowska 20, Wojewódzka Biblioteka Publiczna                      | pojedyncze drzewo | buk pospolity                | 342                       | 2000        |         |
| 23. | Park Pasieka                                                            | pojedyncze drzewo | platan klonolistny           | 575                       | 2011        |         |
| 24. | Park Pasieka                                                            | pojedyncze drzewo | dąb szypułkowy               | 420                       | 2011        |         |
| 25. | ul. Ozimska 48a, Gimnazjum nr 5                                         | pojedyncze drzewo | dąb szypułkowy odm. stożkowa | 224                       | 2012        |         |
| 26. | Pl. Kopernika 11a, Uniwersytet Opolski                                  | pojedyncze drzewo | buk pospolity                | 314                       | 2013        |         |
| 27. | Park Pasieka                                                            | pojedyncze drzewo | dąb szypułkowy               | 438                       | 2014        |         |
| 28. | pomiędzy Kanełem Ulgi a cmentarzem poewangelickim przy ul. Wrocławskiej | pojedyncze drzewo | dąb szypułkowy               | 404                       | 2017        |         |
| 29. | ul. Rejtana                                                             | pojedyncze drzewo | buk pospolity                | 324                       | 2019        |         |
| 30. | ul. Alojzego Dambonia 85                                                | pojedyncze drzewo | dąb szypułkowy               | 303                       | 2024        |         |

## Zniesione pomniki przyrody
| Nr | Lokalizacja                                                     | Forma             | Nazwa                    | Obwody przy zniesieniu [cm] | Rok powołania | Rok zniesienia | Zdjęcie |
| 1. | ul. Piastowska 20 na terenie Wojewódzkiej Biblioteki Publicznej | pojedyncze drzewo | tulipanowiec amerykański | 278                         | 2005          | 2016           |         |
| 2. | ul. Piastowska 20 na terenie Wojewódzkiej Biblioteki Publicznej | pojedyncze drzewo | jesion wyniosły          | 388                         | 2005          | 2024           |         |